# Meet the Press

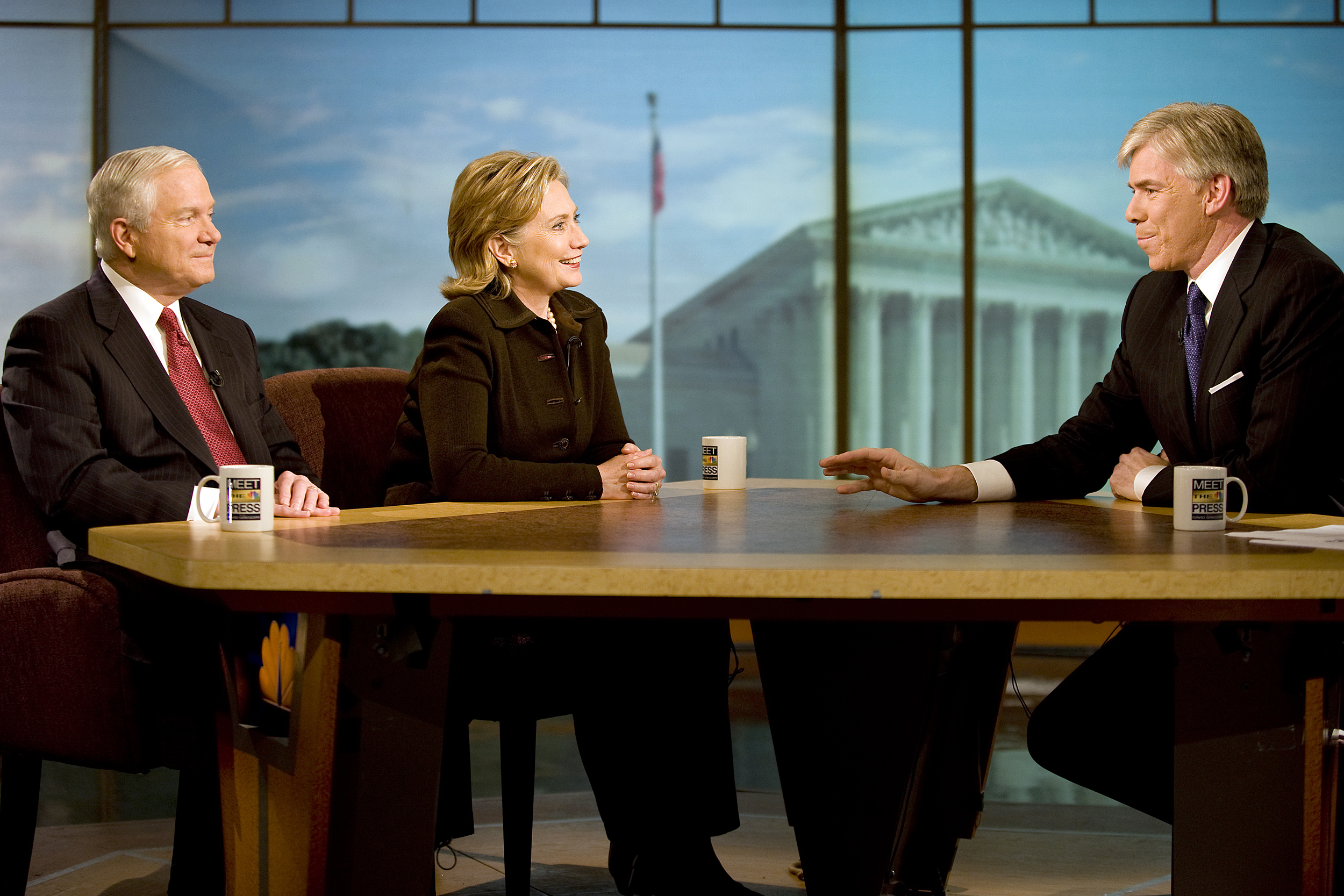
Robert Gates en Hillary Clinton te gast bij voormalig presentator David Gregory tijdens de uitzending van 5 december 2009.

Meet the Press is een wekelijks uitgezonden Amerikaans nieuwsprogramma, geproduceerd door de zender NBC. Het programma begon als een radioprogramma in 1945 en werd destijds bedacht en gepresenteerd door Lawrence E. Spivak. 
Op 6 november 1947 werd Meet the Press voor het eerst op de televisie uitgezonden. Het programma wordt nog steeds wekelijks uitgezonden en het is daarmee het langstlopende televisieprogramma in de Verenigde Staten. Chuck Todd is de twaalfde en huidige presentator.
Todd volgde David Gregory op, die het programma van eind 2008 tot eind 2014 presenteerde. Gregory is sinds 2016 politiek analist bij CNN, o.a. in het programma New Day.